# Neményi Miklós
Neményi Miklós (Szombathely, 1947. április 7. –) Széchenyi-díjas magyar gépészmérnök, egyetemi tanár, a Magyar Tudományos Akadémia rendes tagja.

## Élete
Általános és középiskolai tanulmányait szülővárosában végezte, 1965-ben érettségizett a Nagy Lajos Gimnáziumban, majd egy évig sorkatonai szolgálatot teljesített. 1972-ben a Budapesti Műszaki Egyetemen szerzett okleveles gépészmérnöki diplomát. 1972-től 1979-ig Körmenden, az Agrártudományi Egyetem Mezőgazdasági Gépész Üzemmérnöki Karán dolgozott tudományos ösztöndíjasként, majd adjunktus lett.
1979 és 1987 között a Pannon Agrártudományi Egyetem Mosonmagyaróvári Mezőgazdaságtudományi Karának tudományos munkatársa, majd főmunkatársa volt. 1985-ben a mezőgazdasági tudomány kandidátusa lett. 1987-től egyetemi docens és a Műszaki és Környezettechnikai Tanszék vezetője volt, 1993-ban nevezték ki egyetemi tanárnak. 1988-ban fél évig a Stuttgart-Hohenheimi Egyetemen, 1991 és 1992 között a Wilhelmshaveni Műszaki Főiskolán dolgozott vendégoktatóként. 1994-ben az MTA doktora lett.
1997-től az egyetem Agrárműszaki, Élelmiszeripari és Környezettechnikai Intézetének igazgatója. 1996-ban fél évet a Müncheni Műszaki Egyetem Mezőgazdasági és Kertészeti Karán töltött vendégoktatóként. 1997 és 2000 között Széchenyi Professzori Ösztöndíjas volt. 1999-től 2007-ig az MTA Mezőgazdasági Termékek Feldolgozása Kutatócsoport vezetője, 2000-től 2007-ig a Nyugat-magyarországi Egyetem Mezőgazdaság- és Élelmiszertudományi Karának tudományos dékánhelyettese, 2008 és 2012 között az egyetem tudományos és külügyi rektorhelyettese volt.
2006 óta a Bécsi Műszaki Egyetem vendégprofesszora. 2010-ben az Országos Doktori Tanács alelnökévé és a Magyar Tudományos Akadémia levelező, 2016-ban pedig rendes tagjává választották. A Columbia Egyetem környezetvédelmi szemináriumának társvezetője, 2014-től a Wittmann Antal Multidiszciplináris Doktori Iskola vezetője. Alapító tagja a Magyar Talajművelők Társaságának és a Mosonmagyaróvári Rotary Clubnak. Jelenleg professor emeritus.
Szakterülete az agro- és élelmiszerfizika, az agrár-térinformatika és -távérzékelés, valamint az agroökológiai rendszerek termodinamikai modellezése. Kutatási területe a biológiai anyagokban lejátszódó hő- és anyagtranszportok modellezése, a térinformatika alkalmazási lehetőségei a mezőgazdasági környezetvédelemben a megújuló energiaforrások hasznosítása, a növényi alapú biohajtóanyagok és az mgi-anyagok nem élelmiszer célú hasznosítása, valamint a szemcsés halmazok keveredésének modellezése.
Nős, felesége okleveles közgazdász. Egy lányuk született, Tímea (1978), aki jogász.

## Díjai, elismerései
- Szabó Gusztáv-emlékérem (1996)
- Szabadalmi Nívódíj (1997)
- Akadémiai Díj (megosztva, 2001)
- Bánházi Gyula-díj (2009)
- Széchenyi-díj (2025)